# اس‌بی‌آی کارت
اس‌بی‌آی کارت (انگلیسی: SBI Card) شرکت خدمات مالی هندی است، که در سال ۱۹۹۸ تأسیس شد.